# فرودگاه لیونو
فرودگاه لیونو (به انگلیسی: Livno Airport) (به زبان بومی: Aerodrom Livno) یک فرودگاه همگانی است . این فرودگاه در کشور بوسنی و هرزگوین قرار دارد .